# Kevin Siembieda
Kevin Siembieda (Detroit, 2 aprile 1956) è un autore di giochi, editore e illustratore statunitense fondatore della Palladium Books.

## Carriera
Siembieda è un polaccoamericano di terza generazione. Dopo tre anni di frequenza al College for Creative Studies di Detroit (1974 al 1977), tentò senza successo di diventare un fumettista, così infine autopubblicò il suo fumetto underground A+ Plus (1977-1978) con una sua compagnia Megaton Publications.
Nel 1979 scoprì il Dungeons & Dragons Basic Set e si unì a un gruppo di gioco di ruolo, il Wayne Street Weregamers, che si incontrava alla Wayne State University, dove strinse amicizia con l'organizzatore del gruppo, Erick Wujcik. Siembieda masterizzò una campagna per il gruppo, the Palladium of Desires, una combinazione di AD&D e di sue regole, che si evolverà nel futuro Palladium Fantasy Role-Playing Game. Per il 1980 i Wayne Weregamers erano diventati il Detroit Gaming Centre e si erano trasferiti fuori dal campus, con Siembieda come direttore assistente e Wujcik come direttore. Siembieda tentò senza successo di interessare gli editori al suo regolamento di gioco di ruolo, ma solo la Judges Guild gli fece un'offerta, che rifiutò Accettò comunque un'offerta di lavoro della Judges Guild come artista, qui lavorò per quattro mesi, prima diventare un artista freelance per altre case editrici.
Non riuscendo a trovare editori interessati al suo regolamento fantasy, fondò nell'aprile 1981 la Palladium Books. Comunque mancava ancora di fondi sufficienti alla pubblicazione del regolamento e così ripiegò su un progetto più limitato e grazie alla madre di Bill Loebs che gli prestò 1500 $ pubblicò il suo primo manuale, The Mechanoid Invasion (1981), basato sull'invasione di una colonia aliena da parte di cyborg alieni. Per il 1983 la compagnia ebbe abbastanza successo da permettergli di affittare spazio in un magazzino e pubblicare il suo gioco di ruolo fantasy, il Palladium Fantasy Role-Playing Game grazie a un prestito di 10000 $ da un suo amico, Thom Bartold, che l'anno prima gli aveva anche prestato i fondi necessari a stampare i due libri rimanenti della trilogia dei Mechanoid (Journey e Homeworld). Siembieda stabilì un sistema per pagare royalty non solo agli scrittori e artisti, ma anche a chi gli prestava il capitale necessario a stampare i suoi libri. L'anno seguente estese il Palladium system anche al genere supereroistico con  Heroes Unlimited.
Nel 1984 un freelancer lo contattò riguardo al progetto di un gioco di ruolo su licenza del fumetto delle Tartarughe Ninja. Siembieda che già si stava interessando della cosa ottenne i diritti di pubblicazione, ma rimase infine insoddisfatto con il prodotto del freelancer. Erick Wujcik riprogettò il gioco in cinque settimane e questo venne pubblicato nel 1985 come Teenage Mutant Ninja Turtles & Other Strangeness. Successivamente Siembieda ottenne la licenza per pubblicare un gioco basato sulla serie  Robotech e pubblicò l'omonimo gioco di ruolo nel 1986.
Nel 1990 Siembieda scrisse il gioco di ruolo Rifts (1990), che divenne la principale linea di prodotti della Palladium Press, e che grazie ad esso divenne intorno al 2000 la terza casa editrice di giochi di ruolo, dopo la TSR e la White Wolf.
Supportò Wujcik nel fondare una sua compagnia, la Phage Press, per la pubblicazione dell'Amber Diceless Role-Playing.
Ha sempre difeso tenacemente le sue proprietà intellettuali. Nel 1992 fece causa alla Wizards of the Coast per il suo primo manuale, The Primal Order,  perché forniva, tra quelle di altri regolamenti, anche le statistiche di gioco per il Palladium System. Mike Pondsmith, presidente della GAMA aiutò le parti a raggiungere un compromesso nel marzo 1993. Litigò con la White Wolf e la GDW riguardo al trattamento delle loro riviste dei giochi della Palladium games. Chiese il takedown di siti dedicati a Rifts sostenendo che violassero le sue proprietà intellettuali, ma ammorbidì la sua posizione nel 2004.
Il 19 aprile 2006 annunciò che la Palladium Books era sull'orlo della bancarotta, accusando un impiegato di aver sottratto fondi alla compagnia.
Il 7 maggio 2010 fece causa alla Trion Worlds per il suo MMORPG Rift: Planes of Telara e raggiunse un accordo nell'ottobre 2010.
La campagna di Kickstarter che Siembieda lanciò per pubblicare il wargame tridimensionale Robotech RPG Tactics raccolse oltre 1,4 milioni di $, ma fallì nel consegnare quanto promesso e la Palladium non restituì i soldi versati dai finanziatori.

## Prime illustrazioni

### Judges Guild
Per manuali di Dungeons & Dragons:
- Copertina, illustrazioni interne e mappe (con B. Faust) per Verbosh, ottobre 1979
- Copertina, illustrazioni interne  (con Gerald Busby e Ed L. Perry) per Operation Ogre, 1979
- Copertina (con Ken Simpson e Rick Houser) per The Mines of CUstalcon, 1979
- Illustrazioni interne per The Maltese Clue, novembre 1979
- Illustrazioni interne (con Aaron Arocho, Michael D. Reagan e Paul Jaquays) per The Sword of Hope, 1980
- Illustrazioni interne (con A. Arocho, Bob Bingham e P. Jaquays) per Tower of Ulission, 1980
- Copertina, illustrazioni interne (con P. Jaquays) per Escape from Astigar's Lair, 1980
- Illustrazioni interne (con P. Jaquays) per City State of the World Emperor, 1980
- Illustrazioni interne (con P. Jaquays) per City State of the World Emperor—Book I: Map Guide, 1980
- Illustrazioni interne per City State of the World Emperor—Book II: Shops, 1980
- Illustrazioni interne (con P. Jaquays) per City State of the World Emperor—Book III: City, 1980
- Copertina (con Bill Hadley) e illustrazioni interne (con P. Jaquays) per The Treasure Vaults of Lindoran], marzo 1980.[17]
- Illustrazioni interne (con Brian Wagner, David Allen, Robert Bledsaw, Jr. e Carol Lind) per Portals of Torsh, 1980
- Illustrazioni interne (con P. Jaquays) per Spies of Lightelf, 1980
- Illustrazioni interne (con P. Jaquays) per Wilderlands of the Fantastic Reaches, 1980
- Illustrazioni interne  (con Pixie Bledsaw, E. L. Perry e K. Simpson) per Modron, 1980
- Illustrazioni interne (con P. Jaquays) per The Dragon Crown, 1980
- Illustrazioni interne (con P. Jaquays) per Of Skulls and Scrapfaggot Green, 1980
- Illustrazioni interne (con K. Simpson, Erin McKee, A. Arocho and E. L. Perry) per 'Portals of Irontooth, 1981
- Copertina e illustrazioni interne (con E. McKee, E. L. Perry e K. Simpson) per House on Hangman's Hill, 1981
- Illustrazioni interne (con E. McKee, R. Houser, K. Simpson, Paul W. Vinton e the Sorceror's Guild) per Portals of Twilight, 1981

Per manuali di  RuneQuest:
- Illustrazioni interne (con P. Jaquays e A. Arocho) per Broken Tree Inn, 1979
- Copertina, illustrazioni interne (con A. Arocho e B. Faust) per City of Lei Tabor, 1980
- Copertina per Duck Pond, 1980

Per manuali di  Traveller:
- Copertina, illustrazioni interne (con P. Jaquays) per Dra'k'ne Station
- Illustrazioni interne (con A. Arocho e Peter Jenkins) per Tancred, 1980
- Illustrazioni interne (con P. Jenkins) per Darthanon Queen,  1980

Per manuali di  Universal Fantasy:
- Illustrazioni interne (con K. Simpson e E. L. Perry) per Masters of Mind, 1981
- Copertina e illustrazioni interne (con R. Houser, P. Jaquays e J. Mortimer) per Prey of Darkness, 1982
- Illustrazioni interne (con K. Simpson, J. Mortimer e P. W. Vinton) per Shield Maidens of Sea Rune, 1982
- Retro di copertina per  Pirates of Hagrost, 1982

Per riviste:
- Illustrazioni per Judges Guild Journal, numero 16, 17, 18, 19 e 20
- Illustrazioni per Dungeoneer Journal, numero 23, 24 e 25
- Illustrazioni per Pegasus, numero 2, 3, 6, 11 e 12

### Altri editori
- Illustrazioni interne per Action Aboard: Adventures on the "King Richard", 1981, FASA
- Illustrazioni per il capitolo Out of the Eons in Dragontales: An Anthology of All-New Fantasy Fiction, agosto 1980, TSR

## Giochi di ruolo
Tutti pubblicati dalla Palladium Books:
- The Mechanoid Invasion, aprile 1981
- Palladium Fantasy Role-Playing Game, luglio 1983
- Heroes Unlimited, agosto 1984
- Robotech, novembre 1986
- con Randy McCall, Beyond the Supernatural, ottobre 1987
- Robotech II: The Sentinels, settembre 1988
- Rifts, agosto 1990
- Macross II, luglio 1993
- Rifts Chaos Earth, giugno 2003
- con Josh Hilden e Joshua Sanford, Dead Reign, novembre 2008